# Comité olympique et paralympique et confédération des sports norvégiens
La Fédération des sports de Norvège (de son nom norvégien complet, depuis 2007, Norges idrettsforbund og olympiske og paralympiske komité, autrement dit Fédération des sports de Norvège et comité olympique et paralympique) est l'organisation sportive de Norvège qui sert de comité national olympique depuis sa reconnaissance par le CIO à Oslo en 1900. Depuis 2007, il agit aussi comme le comité national paralympique, membre de Comité international paralympique.

## Présentation
Bien que la Fédération ne fasse partie du Mouvement olympique que depuis 1900 (alors que la Norvège n'était pas indépendante), son histoire peut remonter à la création le 15 mars 1861 du Centralforeningen for Udbredelse af Legemsøvelser og Vaabenbrug qui en est l'ancêtre direct.
La Norvège est le pays organisateur des Jeux olympiques d'hiver de 1952 et de 1994 ainsi que des Jeux olympiques d'hiver de la jeunesse de 2016.